# 韦濯
韦濯（7世纪—710年），唐朝官员，唐中宗的驸马。
韦濯的曾祖父韦仁，是隋朝坊州刺史、恆安縣公。祖父韦弘慶，是韦后祖父韦弘表的哥哥。父亲韦玄希。韦濯尚唐中宗女定安公主。定安公主先嫁王同皎，王同皎刺杀武三思，被害。韦濯官至太僕卿、駙馬都尉。有个富商犯了罪，万年县县令李令质审问，韦濯去救富商，李令质不听，韦濯向唐中宗控告李令质。唐中宗询问李令质。李令质从容回答：“韦濯与那贼人并非亲戚，只因收了贼人的钱；韦濯权势虽大，也不如坚守陛下的法令，我虽死无憾。”唐中宗放了县令，不再追究。
韦濯死于唐隆政变，定安公主改嫁崔铣。
其子韦會，太子贊善大夫。韦會之子韦鷫、韦鵰、韦鶚。
韦濯有孙女为唐德宗贤妃。